# Битва при Калатаньясоре
Би́тва при Калатаньясо́ре — легендарная битва Реконкисты, которая предположительно имела место в июле 1002 года около Калатаньясора между армией вторжения сарацин Кордовского халифата под командованием хаджиба Аль-Мансура (Альманзора) и христианскими войсками графа Санчо Гарсии Кастильского и его союзников, Альфонсо V Леонского и Санчо III Наваррского. Альманзор умер в ночь на 11 августа, как считается, от ран, полученных в бою.

## Сражение
Среди христианских авторов хронист Лука Туйский был первым, кто рассказал о битве при Калатаньясоре. По его свидетельству, после кампании против Галисии Альманзор двинулся против Кастилии, где встретил войска короля Леона Альфонсо V (не Бермудо II, как отмечает хронист), хотя тому в то время было 8 лет. Он продолжает: «В том месте, где находится Калатаньясор, тысячи мусульман пали, а Альманзор избежал плена. В ночь после битвы он умер от ран».
На рассвете Альфонсо V приказал своим людям атаковать лагерь Альманзора, но он уже был пуст, и христиане захватили все ценности и обоз. Хронист добавлял, что в преследовании мусульман сыграли значительную роль граф Гарсия Фернандес Кастильский (который на самом деле умер за семь лет до того, а в битве участвовал его сын Санчо Гарсия).
Историк Родриго Хименес де Рада излагал идентичную версию событий.
Что касается мусульманских источников, то самая полная версия битвы представлена аль-Маккари, автором XVII века, который обобщил множество средневековых источников. По его словам, в начале 1002 года Альманзор подготовился, как он это делал ежегодно, атаковать христианскую границу, направив свои усилия против Кастилии. Арабист Эварист Леви-Провансаль отметил в качестве одной из его целей монастырь Сан-Мильян-де-ла-Коголья, который в итоге был разрушен. Далее к Альманзору присоединился большой контингент войск из Северной Африки, с которыми он пошел в Толедо. Оттуда мусульмане двинулись к реке Дуэро, опустошая местные земли.
Далее Альманзор пошёл вверх по реке, чтобы проникнуть непосредственно в домен графа Кастилии. Но огромная христианская армия неожиданно встретила мусульман возле замка Калатаньясор. Альманзор атаковал первым во главе своих войск, но потерпел поражение с тяжёлыми потерями.
Возвращаясь из этой экспедиции, Альманзор почувствовал себя плохо (возможно, из-за раны, полученной в бою), но продолжал вести войну и опустошать земли врага. Его состояние ухудшилось, его пришлось нести на носилках, на мягких подушках и под балдахином, который защищал его немощь от глаз его солдат. В таком состоянии он прибыл к городу Мединасели. Там врачи осмотрели эмира, но лечение не помогало.
Почувствовав близость смерти, Альманзор собрал своего сына Абд аль-Малика и нескольких близких друзей на свой последний совет. Затем наедине с Абд аль-Маликом он дал сыну последние наставления. Когда его сын и преемник направился к выходу из палатки в слезах, умирающий Альманзор упрекнул его в отсутствии и сказал слова, оказавшиеся пророческими: «Это кажется мне первым признаком упадка, который ждет империю».
Лидер Аль-Андалуса умер в ночь с 10 на 11 августа 1002 года.